# Atletismo nos Jogos Pan-Americanos de 1987 - 10 km marcha atlética feminina
A prova dos 10 km da marcha atlética feminina nos Jogos Pan-Americanos de 1987 foi realizada em 12 de agosto em Indianápolis, Estados Unidos. Foi a primeira vez que a prova feminina foi disputada nos jogos.

## Medalhistas
| Ouro                   | Prata               | Bronze                               |
| María Colín MEX México | Ann Peel CAN Canadá | Maryanne Torrelas USA Estados Unidos |

## Final
| Posição           | Nome              | Nacionalidade      | Tempo    | Notas |
| ----------------- | ----------------- | ------------------ | -------- | ----- |
| Medalha de ouro   | María Colín       | MEX México         | 47:17.15 | PR    |
| Medalha de prata  | Ann Peel          | CAN Canadá         | 47:17.97 |       |
| Medalha de bronze | Maryanne Torrelas | USA Estados Unidos | 47:35.12 |       |
| 4                 | Lynn Weik         | USA Estados Unidos | 48:11.74 |       |
| 5                 | Graciela Mendoza  | MEX México         | DQ       |       |